# Doença da urina em xarope de ácer
A doença da urina em xarope de ácer (também chamada de doença do xarope de bordo, cetoacidúria de cadeia ramificada ou leucinose) é uma doença hereditária em que o organismo não consegue processar corretamente certos aminoácidos (leucina, isoleucina e valina). Estes aminoácidos não metabolizados passam para a urina, dando-lhe um odor semelhante a xarope de ácer (maple syrup).
Afecta cerca de uma a nove em cada 1.000.000 crianças em todo o mundo.
Mutações nos seguintes genes causam a doença:
- BCKDHA (OMIM 608348)
- BCKDHB (OMIM 248611)
- DBT (OMIM 248610)
- DLD (OMIM 238331)

resultando em uma deficiência do complexo alfa-cetoácido-desidrogenase das cadeias ramificadas, que é responsável pelo metabolismo dos aminoácidos de cadeia ramificada (leucina, isoleucina e valina).